# Supercoupe de Malte féminine de football
La supercoupe de Malte de football féminin est une compétition de football féminin opposant lors d'un match unique le champion de Malte au vainqueur de la coupe de Malte.

## Palmarès
| Édition | Saison | Vainqueur     | Score             | Finaliste       |
| ------- | ------ | ------------- | ----------------- | --------------- |
| 1re     | 2005   | Birkirkara FC | 0 – 0ap, 7 - 6tab | Hibernians FC   |
| 2e      | 2006   | Hibernians FC | 3 – 0             | Birkirkara FC   |
| 3e      | 2007   | Hibernians FC | 3 – 0             | Birkirkara FC   |
| 4e      | 2008   | Birkirkara FC | 2 – 0             | Hibernians FC   |
| 5e      | 2009   | Mosta FC      | 2 – 1             | Birkirkara FC   |
| 6e      | 2010   | Birkirkara FC | 2 – 0             | Mosta FC        |
| 7e      | 2011   | Mosta FC      | 1 – 0             | Birkirkara FC   |
| 8e      | 2012   | Mosta FC      | 0 – 0ap, 4 - 3tab | Birkirkara FC   |
| 9e      | 2013,  | Hibernians FC | 2 – 1ap           | Birkirkara FC   |
| 10e     | 2014   | Hibernians FC | 2 – 0ap           | Birkirkara FC   |
| 11e     | 2015   | Hibernians FC | 2 – 0             | Birkirkara FC   |
| 12e     | 2016   | Hibernians FC | 5 – 3             | Birkirkara FC   |
| 13e     | 2017   | Birkirkara FC | 3 – 2             | Hibernians FC   |
| 14e     | 2018   | Hibernians FC | 3 – 0             | Birkirkara FC   |
| 15e     | 2019   | Birkirkara FC | 5 – 0             | Mgarr United FC |
| /       | 2020   | non organisé  | non organisé      | non organisé    |
| /       | 2021   | non organisé  | non organisé      | non organisé    |
| 16e     | 2022   | Birkirkara FC | 2 – 0             | Swieqi United   |
| 17e     | 2023   | Birkirkara FC | 2 – 1             | Swieqi United   |
| 18e     | 2024   | Swieqi United | 2 – 1             | Birkirkara FC   |

## Bilan par club
| Clubs         | Titres | Années                                   |
| ------------- | ------ | ---------------------------------------- |
| Hibernians FC | 7      | 2006, 2007, 2013, 2014, 2015, 2016, 2018 |
| Birkirkara FC | 7      | 2005, 2008, 2010, 2017, 2019, 2022, 2023 |
| Mosta FC      | 3      | 2009, 2011, 2012                         |
| Swieqi United | 1      | 2024                                     |